# ペル・ラムセス
ペル・ラムセス（英語:Per-Ramesses[pɪərɑːmɛs]、アラビア語:بر-رمسيس、エジプト語:Per-Ra-mes(i)-su）は、エジプト第19王朝のファラオ・ラムセス2世が建設した古代エジプトの都市である。ピ・ラムセス（英語:Pi-Ramesses）ともいう。エジプト第19王朝後期とエジプト第20王朝において都であったが、後に放棄された。

## 概要
エジプト新王国時代には、古代エジプト帝国の領土はエジプトのナイル河畔を超えて遠くアジアのヨルダンやシリアにまで及び、特にエジプト第19王朝では敵国であったヒッタイト帝国と平和条約が締結されたことによってアジアとの交易が盛んとなった。そのため、この時代の経済・商業活動は、外国との貿易も含めてナイル川河口のデルタ地帯が中心となっていた。
そのため、伝統的な都であるテーベのようなナイル川をさかのぼった地域で政治活動を行うのは効率的ではなかった。そこでエジプト第19王朝第3代のファラオ・ラムセス2世は、思い切ってナイルデルタ地帯の祖父ラムセス1世の出身地アヴァリス（Avaris）に近い土地に新しい都を建設した。これが「ペル・ラムセス」である。このほかにもラムセス2世は様々な建築物を残していたが、この都市は自ら作った都市という点で他の建築物とは異なっている。
名前は「ラムセス市」、あるいは「ラムセスの家」を意味する。ペル・ラムセスはナイルデルタ地域に建てらた。このペル・ラムセスは地政学的にも重要であり、アジアにあるエジプト王国の属国とヒッタイト帝国との外交やアジアへの軍事的行動を容易にした。以前の首都テーベは上エジプトに存在し、アジアへの軍事的行動には迅速性に欠けていたのである。
王都をペル・ラムセスへと移したことによって、情報と外交官ははるかに迅速にラムセス2世のもとへと到達し、軍の主要部隊も市内に収容できた。その結果、ヨルダン地域からのヒッタイトまたは遊牧民の侵略に対処するために以前よりもさらに迅速に軍を動員することが可能になった。
ペル・ラムセス市の人口は30万人を超え、古代エジプトの大都市の一つとなった。その後、ペル・ラムセスはラムセス2世の死後その息子であるメルエンプタハ王が継ぎ、エジプト第19王朝が崩壊したのちもエジプト第20王朝歴代ファラオの都となって1世紀以上にわたり繁栄したが、後にナイル川の流れの変化などによって衰退し、エジプト第3中間期のエジプト第21王朝の時代になると王都としての機能が放棄された。その後、残された建造物の残骸は、同じくナイルデルタ地域の王都であったタニス（Tanis）の建設資材として流用され、現在でもタニスにおいて以前はペル・ラムセスにあったものが残されている。
タニスにラムセス2世の名前が残っていることと同じく古代エジプトのナイルデルタの大都市という点から、従来はタニスこそがペル・ラムセスである、と考えられていた。しかし、現代ではペル・ラムセスはタニスではなく、現代のカンティール（Qantir）に当たる場所にあったという説が有力である。
ラムセス2世は多くの神殿などを古代エジプトの神々に捧げたが（例:アブシンベルの巨大なアブ・シンベル神殿の建築）、自らを神とし、彼の建設した神殿には神々に列する彼の姿が多く残されている。

## 聖書

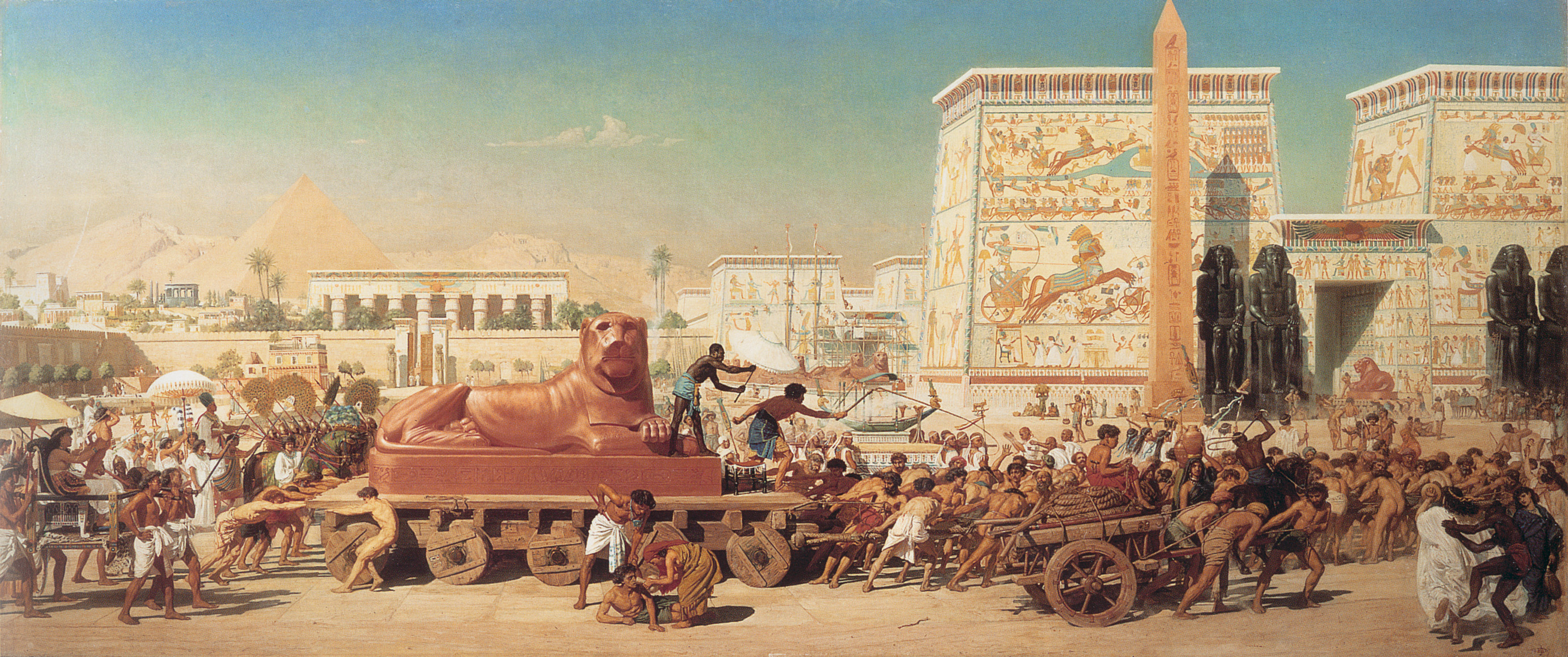
『エジプトのイスラエル人』（エドワード・ポインター・1867年画）

旧約聖書の出エジプト記によると、ヘブライ人が強制労働により建設した都の名は「ラメセス」となっており、実際にデルタ地帯には多くのヘブライ人が居住していたことから、この出来事はラムセス2世の時代のことと思われる。しかしエジプト側の記録にはモーゼの名もヘブライ人脱出の逸話も残っていない。